# Volker Worm
Volker Worm (ur. 16 stycznia 1947 w Lipsku, zm. 28 maja 2018) – niemiecki kierowca wyścigowy.

## Biografia
W nastoletnim wieku pragnął zaangażować się w lotnictwo, jednak z przyczyn zdrowotnych nie został pilotem. W wojsku służył przez trzy lata jako kierowca, a w 1970 roku podjął studia inżynieryjne w Lipsku. Rok później zaangażował się w zawody enduro, w których początkowo uczestniczył Simsonem AWO Sport, a następnie MZ ETZ. W 1974 roku zakupił Trabanta i dostosował go do wyścigów, uzyskał wówczas również licencję wyścigową. Początkowo uczestniczył Trabantem w wyścigach górskich, natomiast pod koniec 1974 roku miał poważny wypadek podczas rajdu enduro, na skutek którego leżał sześć tygodni w szpitalu. W sezonie 1975 zadebiutował w mistrzostwach NRD, co miało miejsce podczas Grand Prix NRD (dziewiąte miejsce). W tym samym roku podjął zatrudnienie w firmie, w której pracował m.in. Hartmut Thaßler. Thaßler namówił Worma do rezygnacji z rywalizacji Trabantem i zaangażowania w wyścigi Formuły Easter, a także dostarczył części do budowy samochodu HTS. Pierwszym wyścigiem Worma w HTS były górskie zawody Adlersbergrennen, które ukończył na siódmym miejscu w klasie drugiej (LK II). Najlepszym rezultatem zawodnika w tamtym sezonie było drugie miejsce we Frohburgu. Na koniec sezonu Worm był trzeci za Friederem Kramerem i Gerhardem Bedrichem i uzyskał awans do LK I. Wskutek niezadowalających wyników w 1979 roku kierowca sprzedał starego HTS Jürgenowi Meißnerowi. Na początku lat 80. rozpoczął korzystanie z MT 77 i podpisał umowę sponsorską z ORWO. W 1983 roku uzyskał pole position we Frohburgu, ale wyścig ukończył na ósmym miejscu. W 1984 roku zadebiutował w Pucharze Pokoju i Przyjaźni, zajmując dziewiąte miejsce w Schleizu. W sezonie 1986 wygrał wyścig górski Rödertalrennen. W 1989 roku został relegowany do LK II. Wygrał wówczas zawody Sachsenringrennen, a we Frohburgu był drugi. Worm zajął na koniec sezonu trzecie miejsce i awansował do LK I. W 1990 roku wystartował w Schleizu w ramach Pucharu Pokoju i Przyjaźni, ale wyścigu nie ukończył. W latach 1991–1994 rywalizował w Formule Euro. W sezonie 1993 wygrał siedem wyścigów i zajął trzecie miejsce na koniec sezonu. W 1994 roku zakończył karierę zawodniczą, a następnie skupił się na prowadzeniu szkoły jazdy i przedsiębiorstwa taksówkowego.

## Wyniki
| Legenda oznaczeń w tabelach wyników Wyświetl szablon na nowej stronie | Legenda oznaczeń w tabelach wyników Wyświetl szablon na nowej stronie                                                                     |
| Oznaczenie                                                            | Wyjaśnienie |
| --------------------------------------------------------------------- | --- |
| Złoty                                                                 | Zwycięzca lub mistrzostwo |
| Srebrny                                                               | 2. miejsce lub wicemistrzostwo |
| Brązowy                                                               | 3. miejsce lub II wicemistrzostwo |
| Zielony                                                               | Ukończył, punktował (w klasyfikacji generalnej, gdy zdobył co najmniej jeden punkt na przestrzeni sezonu, poza trzema powyższymi opcjami) |
| Niebieski                                                             | Ukończył, nie punktował (w klasyfikacji generalnej, gdy nie zdobył co najmniej jednego punktu na przestrzeni sezonu)                      |
| Czerwony                                                              | Nie zakwalifikował się (NZ) |
| Czerwony                                                              | Nie prekwalifikował się (NPK) |
| Różowy                                                                | Nie ukończył (NU) |
| Różowy                                                                | Niesklasyfikowany (NS) (w klasyfikacji generalnej, gdy nie został sklasyfikowany w żadnym wyścigu sezonu)                                 |
| Czarny                                                                | Zdyskwalifikowany (DK) |
| Czarny                                                                | Wykluczony (WYK/EX) |
| Biały                                                                 | Nie wystartował (NW) |
| Biały                                                                 | Kontuzjowany (K/INJ) |
| Biały                                                                 | Wyścig odwołany (OD/C) |
| Bez koloru                                                            | Został wycofany (WYC/WD) |
| Bez koloru                                                            | Nie przybył (NP/DNA) |
| Bez koloru                                                            | Nie brał udziału w treningach (NT/DNP) |
| Bez koloru                                                            | Nie został zgłoszony (–) |
| Pogrubienie                                                           | Start z pole position |
| Kursywa                                                               | Najszybsze okrążenie wyścigu |
| †                                                                     | Nie ukończył, ale jego rezultat został zaliczony ze względu na przejechanie więcej niż 90% dystansu wyścigu.                              |
| *                                                                     | Sezon w trakcie |
| 1/2/3                                                                 | Punktowana pozycja w sprincie kwalifikacyjnym                                                                                             |
| Lista systemów punktacji Formuły 1                                    | |

### Puchar Pokoju i Przyjaźni
| Rok  | Samochód | Silnik | Wyniki w poszczególnych eliminacjach | Wyniki w poszczególnych eliminacjach | Wyniki w poszczególnych eliminacjach | Wyniki w poszczególnych eliminacjach | Wyniki w poszczególnych eliminacjach | Wyniki w poszczególnych eliminacjach | Pkt. | Msc. |
| ---- | -------- | ------ | ------------------------------------ | ------------------------------------ | ------------------------------------ | ------------------------------------ | ------------------------------------ | ------------------------------------ | ---- | ---- |
| 1984 |          |        | Czechosłowacja                       | Polska                               |                                      |                                      |                                      |                                      | 36   | 29   |
| 1984 | MT 77    | Łada   | -                                    | -                                    | -                                    | 9                                    | -                                    | -                                    | 36   | 29   |
| 1990 |          |        | Polska                               | Czechosłowacja                       |                                      |                                      |                                      |                                      | 0    | NS   |
| 1990 | MT 77    | Łada   | -                                    | -                                    | -                                    | NU                                   |                                      |                                      | 0    | NS   |

### Polska Formuła Mondial
| Rok  | Zespół | Samochód | Silnik | Wyniki w poszczególnych eliminacjach | Wyniki w poszczególnych eliminacjach | Wyniki w poszczególnych eliminacjach | Wyniki w poszczególnych eliminacjach | Wyniki w poszczególnych eliminacjach | Wyniki w poszczególnych eliminacjach | Pkt. | Msc. |
| ---- | ------ | -------- | ------ | ------------------------------------ | ------------------------------------ | ------------------------------------ | ------------------------------------ | ------------------------------------ | ------------------------------------ | ---- | ---- |
| 1993 |        |          |        | Polska                               | Polska                               | Polska                               | Polska                               | Polska                               | Polska                               | 3    | 30   |
| 1993 |        | MT 77    | Łada   | 13                                   | -                                    | -                                    | -                                    | -                                    | -                                    | 3    | 30   |